# Peter Hegemann
Peter Hegemann (11 de diciembre de 1954 en Münster) es un biofísico y profesor alemán en la Universidad Humboldt de Berlín. 

## Biografía
Hegemann estudió química en Münster y Múnich y recibió su doctorado en 1984 en Múnich con el trabajo Halorhodopsin, la bomba de cloruro activada con luz en Halobacterium halobium. Estudios de estructura y función. De 1984 a 1985 fue investigador posdoctoral en el grupo de Dieter Oesterhelt en Múnich y de 1985 a 1986 con Kenneth W. Foster en la Universidad de Syracuse. En 1986 lideró su primer grupo de investigación en el departamento de bioquímica de membranas en el Instituto Max Planck de Bioquímica. Fue profesor en la Universidad de Ratisbona antes de ser designado en Universidad Humboldt de Berlín en 2004.

## Obra
Hegemann es uno de los descubridores de las canalrodopsinas, una familia de canales iónicos activados por la luz. Este descubrimiento ha traído a la ciencia nuevas oportunidades en el estudio de las redes neuronales y el nuevo campo de la optogenética. Otros éxitos esperados de la aplicación son la recuperación de la visión y el tratamiento de la enfermedad de Parkinson y otras enfermedades neurológicas mediante la estimulación cerebral profunda. 

## Premios (selección)
- Premio Wiley 2010 en Ciencias Biomédicas, junto con Georg Nagel y Ernst Bamberg[2]
- Premio Karl Heinz Beckurts 2010, junto con Georg Nagel y Ernst Bamberg[3]
- Premio Zülch 2012
- 2012 miembro de la Leopoldina
- Premio Gottfried Wilhelm Leibniz 2013
- Premio Louis Jeantet 2013, junto con Georg Nagel
- Premio Cerebro 2013[1]
- 2014 miembro de la Organización Europea de Biología Molecular( EMBO)[4]
- Miembro 2014 de la Academia de Ciencias Berlín-Brandeburgo
- 2014 Miembro de la Academia Alemana de Ciencias (acatech)
- 2015 Hertie Senior Research Professorship for Neurosciences de la Fundación Hertie
- Ciencias de Berlín 2015
- Héctor de Ciencias
- Premio Massry 2016
- Premio Harvey 2016 del Instituto Technion en Haifa / Israel (otorgado en 2017)[5]
- Medalla Leopoldina Gregor Mendel 2017
- Medalla Otto Warburg 2018
- Premio Internacional Canada Gairdner 2018
- Premio Rumford 2019
- Premio de la Fundación Warren Alpert 2019
- Premio Shaw 2020[6]